# 서울목동초등학교
서울목동초등학교는 대한민국 서울특별시 양천구 신정2동에 있는 공립 초등학교로, 1973년 12월 11일에 설립하였으며, 1974년 7월 17일에 개교하였다.

## 학교 연혁
- 1973년 12월 11일 설립
- 1974년 7월 10일 서울목동국민학교 개교, 초대 오보배 교장 취임
- 1976년 5월 1일 교목(미류나무), 교화(장미) 지정, 제 2대 박호준 교장 취임
- 1978년 2월 9일 제1회 졸업식(433명 졸업)
- 1979년 9월 1일 제 3대 김흠교 교장 취임
- 1982년 5월 19일 신목국민학교 분리(1830명)
- 1984년 9월 1일 제 4대 김동근 교장 취임, 폭우 수재민 수용(2300명)
- 1987년 3월 1일 제 5대 조대원 교장 취임, 컴퓨터실 개설
- 1991년 3월 1일 제 6대 허창봉 교장 취임
- 1995년 3월 1일 제 7대 윤인한 교장 취임
- 1998년 9월 1일 제 8대 최오복 교장 취임, 과학실 신축 이전
- 1998년 10월 15일 전교생 급식 실시, 전교실 경비시스템 구축
- 2002년 3월 1일 제 9대 이경환 교장 취임
- 2004년 10월 1일 영상학습실, 컴퓨터(2실) 개관
- 2005년 5월 25일 개정보도서관 '지혜의 샘터' 개관
- 2005년 9월 1일 제2과학실, 학습자료 제작 지원실 개관
- 2005년 9월 22일 강당 겸 체육관 준공
- 2006년 3월 1일 제 10대 성명제 교장 취임, 학습지원실 개관
- 2009년 2월 28일 목운초등학교 분리(391명)
- 2010년 9월 1일 제 11대 이기선 교장 취임
- 2013년 10월 14일 목동가족 별빛 축제
- 2013년 10월 29일 교육감배학교스포츠클럽 본선대회 아이스하키 우승
- 2014년 2월 28일 제2돌봄교실 설치, 해오름관 계단 논슬립 설치
- 2014년 7월 10일 개교 40주년 기념식
- 2015년 9월 1일 제 12대 박병은 교장 취임
- 2018년 9월 15일 학교스포츠클럽 초등학교 남자 티볼대회  우승
- 2019년 3월 1일 제 13대 이성미 교장 취임
- 2022년 3월 1일 제 14대 최영남 교장 취임[2]

## 학교 상징
- 교목 은행나무: 장수와 번영을 의미한다
- 교화 장미: 정열과 사랑, 아름다움을 상징한다
- 교표: 빨강은 사랑을, 파랑은 지혜를, 녹색은 푸른 나무를 의미한다.[3]

## 참고 자료
- 서울목동초등학교 - 한국교육학술정보원 학교알리미